# 1978 w muzyce
Wydarzenia muzyczne w 1978 roku.

## Wydarzenia
- Pierwszy rok mainstreamowej „Ery Disco”, spowodowanej w dużym stopniu premierą filmu Gorączka sobotniej nocy, dzięki filmowi grupa Bee Gees najpopularniejszym zespołem na świecie. Ważniejsze przeboje Disco to: „Hot Stuff” Donny Summer, „YMCA”, „Macho Man” Village People, „September” Earth, Wind & Fire, „I Will Survive” Glorii Gaynor.
- 20 lutego – rozpoczyna się światowe tournée Boba Dylana
- Grupa Queen w tym roku przystąpiła do dwóch tras po Europie i Ameryce Płn., promując album News of the World i wydany w listopadzie Jazz.
- Powstał zespół Bajm
- Powstał zespół Dead Kennedys
- Koncern Sony zaprezentował pierwszego walkmana
- Powstał zespół Van Halen
- Powstał zespół Duran Duran
- Powstał zespół The Pretenders
- Rozpadł się zespół Television
- Rozpadł się zespół Van der Graaf Generator
- Rozpadł się zespół Sex Pistols
- Powstał szwedzki zespół Gyllene Tider

## Urodzili się
- 1 stycznia
  - Miłosz Bembinow, polski dyrygent i kompozytor
  - Robin Pors, holenderski piosenkarz, członek zespołu Vengaboys
- 2 stycznia – Kjartan Sveinsson, islandzki multiinstrumentalista, członek grupy post-rockowej Sigur Rós
- 5 stycznia – Emilia Rydberg, szwedzka piosenkarka etiopskiego pochodzenia
- 7 stycznia
  - Janine Jansen, holenderska skrzypaczka
  - Dante Thomas, amerykański piosenkarz R&B
- 9 stycznia – AJ McLean, muzyk z Backstreet Boys
- 13 stycznia – Sebastian Rejman, fiński piosenkarz, aktor i prezenter telewizyjny
- 19 stycznia – Laura Närhi, fińska piosenkarka
- 24 stycznia – Miłosz Aleksandrowicz, polski muzykolog, historyk muzyki, pedagog
- 25 stycznia – Agata Zubel, polska kompozytorka, śpiewaczka i pedagog
- 1 lutego – Sara Tavares, portugalska piosenkarka, kompozytorka i gitarzystka (zm. 2023)
- 2 lutego – Beata Hlavenková, czeska piosenkarka, pianistka i kompozytorka
- 8 lutego – Kai Niemann, niemiecki piosenkarz i muzyk
- 10 lutego – Don Omar, portorykański piosenkarz i aktor
- 12 lutego
  - Marta Cugier, polska wokalistka i autorka tekstów; muzyk zespołu Lombard
  - Ania Szarmach, polska piosenkarka, autorka tekstów i kompozytorka
- 13 lutego
  - Philippe Jaroussky, francuski śpiewak operowy (kontratenor)
  - Edsilia Rombley, holenderska piosenkarka
- 15 lutego
  - Kimberly Goss, amerykańska wokalistka, muzyk oraz kompozytor
  - Yiruma, właśc. Lee Ru-ma, południowokoreański pianista i kompozytor
- 22 lutego – Jenny Frost, brytyjska piosenkarka, tancerka, prezenterka telewizyjna i modelka
- 28 lutego
  - Jeanne Cherhal, francuska piosenkarka, autorka tekstów
  - Mira Luoti, fińska piosenkarka, aktorka i poetka
- 2 marca
  - Tomasz Momot, polski muzyk jazzowy, pianista, kompozytor, aranżer, dyrygent, producent muzyczny, pedagog
  - Sebastian Riedel, polski muzyk, założyciel zespołu Cree, syn Ryszarda Riedla
- 3 marca – Linnzi Zaorski, amerykańska piosenkarka jazzowa i autorka tekstów
- 6 marca – Thomas Godoj, polsko-niemiecki piosenkarz i autor tekstów
- 10 marca – Camille Dalmais, francuska piosenkarka, autorka tekstów
- 12 marca – Marta Wiśniewska, polska tancerka, choreografka, aktorka i wokalistka muzyki dance
- 14 marca
  - Bas Tajpan, właśc. Damian Krępa, polski wokalista i autor tekstów, wykonawca muzyki z pogranicza reggae, hip-hopu i raggamuffin (zm. 2025)
  - Miro Jaroš, słowacki piosenkarz i kompozytor
- 18 marca – Piotr Łuszcz (ps. Magik), polski muzyk, były członek zespołów Kaliber 44 i Paktofonika (zm. 2000)
- 19 marca
  - Fisz, polski muzyk, gitarzysta basowy
  - Lenka, australijska piosenkarka i kompozytorka
- 20 marca – Van Velzen, holenderski piosenkarz i autor tekstów
- 21 marca – Young Noble, właśc. Rufus Lee Cooper III, amerykański raper, członek zespołu Outlawz (zm. 2025)
- 25 marca – Bartosz Król, polski piosenkarz rockowy
- 28 marca – Lina Hedlund, szwedzka piosenkarka, członkini zespołu Alcazar
- 29 marca – Agnieszka Sławińska, polska śpiewaczka operowa (sopran)
- 30 marca – Pablopavo, właśc. Paweł Sołtys, polski wokalista reggae i raggamuffin
- 4 kwietnia – Lemar Obika, brytyjski wokalista soulowy i piosenkarz R&B
- 7 kwietnia – Duncan James, brytyjski piosenkarz, prezenter telewizyjny i radiowy oraz aktor, członek zespołu Blue
- 9 kwietnia – Vesna Pisarović, chorwacka piosenkarka
- 10 kwietnia – Jukka Kristian Mikkonen, fiński gitarzysta rockowy, członek grupy Negative (zm. 2017)
- 15 kwietnia
  - Luis Fonsi, portorykański piosenkarz, autor tekstów i aktor
  - Giorgi Lacabidze, gruziński kompozytor i pianista
  - Nyanda, jamajsko-amerykańska piosenkarka
  - Chris Stapleton, amerykański piosenkarz, autor tekstów i gitarzysta
- 17 kwietnia – Daniel Hensel, niemiecki kompozytor i muzykolog
- 21 kwietnia – Frate Alessandro, właśc. Alessandro Brustenghi, włoski franciszkanin, organista, śpiewak (tenor)
- 23 kwietnia – Wojciech Wesołek, polski gitarzysta i wokalista
- 25 kwietnia – Przemysław Fiugajski, polski dyrygent
- 29 kwietnia – Mavie Marcos, amerykańska piosenkarka i autorka tekstów, członkini zespołu muzyki trance Andain
- 2 maja – Intars Busulis, łotewski piosenkarz jazzowy
- 5 maja
  - Ola Gjeilo, norweski pianista i kompozytor muzyki poważnej
  - Piotr Rogucki, polski muzyk i aktor; wokalista i frontman łódzkiego zespołu rockowego Coma
- 6 maja – Alexandre Balduzzi, francuski piosenkarz i kompozytor
- 12 maja
  - Tomasz Glazik, polski muzyk jazzowy, saksofonista
  - Lidia Kopania, polska piosenkarka i autorka tekstów
  - Alex Ebert, amerykański piosenkarz, autor tekstów i kompozytor
- 14 maja – Bartek Sadura, polski gitarzysta i perkusista
- 15 maja – Rico Einenkel, niemiecki DJ i producent muzyczny, członek zespołu Stereoact
- 24 maja – Natalia Grosiak, polska wokalistka, autorka tekstów i piosenek; członkini zespołu Mikromusic
- 29 maja – Dominik Jokiel, polski gitarzysta metalowy, członek zespołów Turbo i Aion (zm. 2022)
- 30 maja
  - Marcin Bors, polski multiinstrumentalista i producent muzyczny
  - Sasha Dith, rosyjski DJ i producent muzyczny
- 31 maja – Anna Ternheim, szwedzka wokalistka, autorka tekstów
- 6 czerwca
  - Sophie Solomon, brytyjska skrzypaczka i kompozytorka
  - Carl Barât, brytyjski muzyk, piosenkarz, gitarzysta i aktor
- 7 czerwca – Adrienne Frantz, amerykańska aktorka telewizyjna i piosenkarka
- 16 czerwca – Michał Zaborski, polski altowiolista, kompozytor
- 18 czerwca
  - Luca Dirisio, włoski piosenkarz
  - Maksim Troszyn, rosyjski śpiewak (zm. 1995)
- 19 czerwca – Marios Joannou Elia, grecko-cypryjski kompozytor
- 29 czerwca – Nicole Scherzinger, amerykańska piosenkarka, liderka zespołu The Pussycat Dolls
- 2 lipca – Diana Ghurckaia, gruzińska piosenkarka
- 3 lipca – Kateřina Hebelková, czeska śpiewaczka operowa (mezzosopran), solistka Opery Narodowej w Pradze.
- 4 lipca – Tomasz Iwanow, polski muzyk ludowy (zm. 2018)
- 7 lipca – Manian, właśc. Manuel Reuter, niemiecki DJ i producent muzyczny, członek zespołu Cascada
- 10 lipca
  - Małgorzata Godlewska, polska śpiewaczka operowa (mezzosopran, alt), kompozytorka, pedagog
  - Pilar Muñoz, hiszpańska piosenkarka, członkini zespołu Las Ketchup
- 12 lipca – Katya Chilly, ukraińska wokalistka oraz kompozytorka tworząca muzykę będącą połączeniem world music, new age oraz folku
- 14 lipca – Annemie Coenen, belgijska piosenkarka, producentka muzyczna i kompozytorka, członkini zespołu Ian Van Dahl (później AnnaGrace)
- 17 lipca – Émilie Simon, francuska piosenkarka, producentka, multiinstrumentalistka
- 20 lipca – Ana Durłowski, macedońska śpiewaczka operowa (sopran koloraturowy)
- 21 lipca – Damian Marley, jamajski muzyk reggae, dancehall i ragga, zdobywca Nagrody Grammy; syn Boba Marleya i Cindy Breakspeare, Miss Świata 1976
- 22 lipca
  - Piotr Załęski, polski gitarzysta, wokalista, kompozytor i autor tekstów; muzyk zespołów Dust Blow i Hurt
  - DJ Remo, właśc. Remigiusz Łupicki, polski DJ i producent muzyczny
- 31 lipca – José González, szwedzki piosenkarz, gitarzysta i kompozytor argentyńskiego pochodzenia
- 10 sierpnia – Oliver Petszokat, niemiecki aktor, piosenkarz, komik i prezenter telewizyjny
- 11 sierpnia – Chris Kelly, amerykański raper, muzyk duetu Kris Kross (zm. 2013)
- 15 sierpnia – Szymon Tarkowski, polski kompozytor, autor tekstów, wokalista oraz basista
- 22 sierpnia – Pasi Siitonen, fiński piosenkarz
- 23 sierpnia – Radek Chwieralski, polski gitarzysta, kompozytor, aranżer i producent muzyczny
- 24 sierpnia – Chada, polski raper (zm. 2018)
- 30 sierpnia – Paulina Bisztyga, polska wokalistka, kompozytorka, poetka i dziennikarka radiowa
- 31 sierpnia – Marcin Koczot, polski wokalista rockowy, kompozytor i autor tekstów, muzyk zespołu Patrycji Markowskiej
- 2 września – Tatiana Okupnik, polska piosenkarka i autorka tekstów
- 3 września – Tinkara Kovač, słoweńska piosenkarka, flecistka, autorka tekstów i producentka muzyczna
- 4 września – Christian Walz, szwedzki piosenkarz, autor tekstów i producent muzyczny
- 5 września – Jamir Garcia, filipiński wokalista zespołu Slapshock (zm. 2020)
- 14 września – Teddy Park, koreańsko-amerykański raper, autor tekstów i producent muzyczny
- 15 września – Zach Filkins, amerykański gitarzysta zespołu OneRepublic i model
- 19 września – Ramin Karimloo, irańsko-kanadyjski tenor i aktor
- 20 września – Sarit Chadad, izraelska piosenkarka
- 27 września
  - Brad Arnold, amerykański wokalista i perkusista rockowy, muzyk zespołu 3 Doors Down
  - Ana Nikolić, serbska piosenkarka
  - Mihaela Ursuleasa, rumuńska pianistka (zm. 2012)
  - Ani Lorak, ukraińska piosenkarka
- 28 września – Pastora Soler, hiszpańska piosenkarka, kompozytorka i autorka tekstów
- 29 września – Kurt Nilsen, norweski piosenkarz, autor tekstów i muzyk
- 30 września
  - Emilia Sitarz, polska pianistka i pedagog
  - Swizz Beatz, amerykański raper i autor tekstów
- 2 października – Ayumi Hamasaki, japońska piosenkarka, aktorka i modelka
- 5 października
  - James Valentine, amerykański gitarzysta zespołu Maroon 5
  - Patrick Walden, angielski muzyk, gitarzysta zespołu Babyshambles (zm. 2025)
- 6 października – Caleb Scofield, amerykański muzyk rockowy (zm. 2018)
- 9 października
  - Nicky Byrne, irlandzki piosenkarz i prezenter telewizyjny
  - Rossa, właśc. Sri Rossa Roslaina Handiyani, indonezyjska piosenkarka
- 10 października
  - Casey Benjamin, amerykański saksofonista i klawiszowiec (zm. 2024)
  - Matt Roberts, amerykański gitarzysta rockowy, muzyk zespołu 3 Doors Down (zm. 2016)
- 12 października
  - Konstrakta, serbska piosenkarka i autorka tekstów
  - Rostisław Wygranienko, polski organista pochodzenia ukraińskiego
- 13 października – DJ Vice, amerykański DJ i producent muzyczny
- 14 października – Usher, właśc. Usher Terry Raymond IV, amerykański piosenkarz i aktor
- 18 października
  - Frauenarzt, niemiecki raper
  - Olivia Lewis, maltańska piosenkarka
- 19 października – Henri Sorvali, fiński multiinstrumentalista, kompozytor, wokalista, inżynier dźwięku i producent muzyczny
- 20 października – Denise van Rijswijk, holenderska piosenkarka, członkini zespołu Vengaboys
- 27 października
  - Dmitrij Kogan, rosyjski skrzypek (zm. 2017)
  - Vanessa-Mae, Brytyjka chińskiego pochodzenia, znana kompozytorka, skrzypaczka i narciarka alpejska
- 29 października – Bartłomiej Wąsik, polski pianista, kompozytor i aranżer
- 30 października
  - Magdalena Fronczewska, polska była piosenkarka dziecięca, popularna na przełomie lat 80. i 90.
  - Marcin Steczkowski, polski muzyk, kompozytor, dyrygent
- 4 listopada – Agata Polic, polska wokalistka, najbardziej znana ze współpracy z zespołem Blade Loki
- 5 listopada – Michalis Chadzijanis, cypryjski piosenkarz i kompozytor
- 10 listopada
  - AbradAb, właśc. Marcin Marten, polski raper, poeta i producent muzyczny
  - Diplo, właśc. Thomas Wesley Pentz, amerykański DJ i producent muzyczny
- 11 listopada – Aaron Bruno, amerykański wokalista i gitarzysta zespołu Awolnation
- 12 listopada
  - Dorota Osińska, polska piosenkarka i aktorka
  - Giuseppe Ottaviani, włoski DJ i producent muzyczny
- 18 listopada – Andris Nelsons, łotewski dyrygent
- 19 listopada
  - Matt Dusk, kanadyjski piosenkarz i muzyk jazzowy
  - Janek Gwizdala, brytyjski basista jazzowy, producent muzyczny
- 25 listopada – Rakhi Sawant, indyjska aktorka, piosenkarka i modelka
- 27 listopada – Jerzy Małek, polski trębacz jazzowy, kompozytor, producent i wykładowca uniwersytecki
- 2 grudnia – Nelly Furtado, kanadyjska piosenkarka i kompozytorka pochodzenia portugalskiego
- 3 grudnia – Eva Briegel, niemiecka wokalistka zespołu Juli
- 8 grudnia
  - Jan Pęczak, polski multiinstrumentalista; gitarzysta, perkusista i basista; także kompozytor, wokalista oraz autor tekstów
  - Ville Kantee, fiński skoczek narciarski i wokalista zespołu The Kroisos
- 9 grudnia – Aneta Todorczuk, polska aktorka i piosenkarka
- 12 grudnia – Joanna Liszowska, polska aktorka, piosenkarka i modelka
- 14 grudnia
  - Gromee, właśc. Andrzej Gromala, polski DJ, producent muzyczny, remixer, autor tekstów i artysta malarz
  - Radu Alexei Sârbu, mołdawski piosenkarz znany z dawnego zespołu O-Zone
- 15 grudnia – KODA, ghański piosenkarz gospel, autor tekstów, producent muzyczny i multiinstrumentalista (zm. 2024)
- 17 grudnia – Jakub Lubowicz, polski kompozytor, aranżer, dyrygent, pianista, producent muzyczny
- 18 grudnia – Xandee, właśc. Sandy Boets, belgijska piosenkarka
- 19 grudnia – Wisin, portorykański raper, muzyk i producent muzyczny
- 23 grudnia – Sunny Ozell, amerykańska piosenkarka i autorka tekstów
- 25 grudnia – Paula Seling, rumuńska wokalistka, DJ radiowy, kompozytorka, producentka muzyczna i autorka tekstów
- 28 grudnia – Janita, fińska piosenkarka i autorka tekstów
- 30 grudnia – Zbigniew Promiński, polski perkusista oraz producent muzyczny

## Zmarli
- 10 stycznia – Don Gillis, amerykański kompozytor muzyki poważnej (ur. 1912)
- 14 stycznia – Robert Heger, niemiecki dyrygent i kompozytor (ur. 1886)
- 16 stycznia – Feliks Szczepański, polski aktor teatralny i filmowy, śpiewak (tenor) (ur. 1905)
- 23 stycznia – Terry Kath, amerykański muzyk, gitarzysta zespołu Chicago (ur. 1946)
- 30 stycznia – Mîndru Katz, rumuńsko-izraelski pianista (ur. 1925)
- 4 lutego – Eugeniusz Dziewulski, polski dyrygent, kompozytor i kierownik muzyczny, reżyser i scenograf teatralny, pedagog (ur. 1888)
- 7 lutego – Dimitrie Cuclin, rumuński kompozytor (ur. 1885)
- 11 marca – Claude François, francuski wokalista, kompozytor, multiinstrumentalista i tancerz (ur. 1939)
- 23 marca – Grzegorz Szyrma, białoruski dyrygent chórowy, folklorysta, działacz społeczny i muzyczny, wydawca, publicysta, literaturoznawca, pedagog (ur. 1892)
- 30 marca – Larry Young, amerykański organista jazzowy (ur. 1940)
- 5 kwietnia – Carlo Tagliabue, włoski śpiewak operowy (baryton) (ur. 1898)
- 6 kwietnia – Nicolas Nabokov, amerykański kompozytor pochodzenia rosyjskiego (ur. 1903)
- 11 kwietnia – Richard Kraus, niemiecki dyrygent (ur. 1902)
- 13 kwietnia – Wojciech Łukaszewski, polski kompozytor, pedagog i krytyk muzyczny (ur. 1936)
- 1 maja – Aram Chaczaturian, ormiański kompozytor muzyki poważnej (ur. 1903)
- 10 maja – Boris Chajkin, rosyjski dyrygent (ur. 1904)
- 16 maja – William Steinberg, niemiecko-amerykański dyrygent (ur. 1899)
- 18 maja – Václav Dobiáš, czeski kompozytor (ur. 1909)
- 20 maja – Bjarne Brustad, norweski skrzypek, altowiolista, kompozytor i pedagog (ur. 1895)
- 23 maja – Bernard Pietrzak, polski kompozytor, organista, chórmistrz i pedagog (ur. 1924)
- 26 maja – Tamara Karsawina, rosyjska tancerka (ur. 1885)
- 14 czerwca – Karol Broniewski, polski dyrygent chóralny, pedagog muzyczny, kompozytor i działacz ruchu śpiewaczego (ur. 1889)
- 29 lipca – Andrzej Bogucki, polski aktor teatralny i filmowy, śpiewak operetkowy, piosenkarz (ur. 1904)
- 1 sierpnia – Rudolf Kolisch, austriacki skrzypek, dyrygent i pedagog (ur. 1896)
- 2 sierpnia – Carlos Chávez, meksykański kompozytor, dyrygent, teoretyk muzyki, pedagog, publicysta, założyciel i dyrektor Meksykańskiej Orkiestry Symfonicznej (ur. 1899)
- 14 sierpnia
  - Louis Prima, amerykański wokalista, trębacz, bandleader, kompozytor, showman i aktor (ur. 1910)
  - Joe Venuti, włosko-amerykański muzyk i pionierski skrzypek jazzowy (ur. 1903)
- 24 sierpnia – Feliks Rybicki, polski kompozytor, dyrygent i pedagog (ur. 1899)
- 7 września – Keith Moon, brytyjski muzyk, perkusista zespołu The Who (ur. 1946)
- 8 września – Panczo Władigerow, bułgarski kompozytor, dyrygent i pianista (ur. 1899)
- 8 października – Tibor Serly, amerykański kompozytor pochodzenia węgierskiego (ur. 1901)
- 9 października – Jacques Brel, belgijski bard, kompozytor, piosenkarz i aktor (ur. 1929)
- 18 listopada – Lennie Tristano, amerykański kompozytor i pianista jazzowy (ur. 1919)
- 17 grudnia – Don Ellis, amerykański trębacz jazzowy, perkusista, kompozytor, aranżer i bandleader (ur. 1934)
- 24 grudnia
  - Edgar Arro, estoński kompozytor (ur. 1911)
  - Helena Sługocka, polska śpiewaczka operowa, primadonna Opery warszawskiej, poznańskiej i katowickiej (ur. 1893)

## Albumy

### polskie
- Idée fixe – Czesław Niemen
- Kolorowe jarmarki – Janusz Laskowski
- Na brzegu światła – Budka Suflera
- Pomyśl o mnie – Anna German
- Rote Gitarren – Czerwone Gitary nagrana i wydana w NRD (wyd. Amiga 855 621)
- Teatr na drodze – 2 plus 1
- Tempus fugit – Jerzy Połomski
- Wsiąść do pociągu – Maryla Rodowicz

### zagraniczne
- Hopes and Fears – Art Bears
- Never Say Die! – Black Sabbath
- The Kick Inside – Kate Bush
- Lionheart – Kate Bush
- Give ’Em Enough Rope – The Clash
- The Feeding of the 5000 – Crass
- Dire Straits – Dire Straits
- Street-Legal – Bob Dylan
- One Nation under a Groove – Funkadelic
- …And Then There Were Three… – Genesis
- Peter Gabriel – Peter Gabriel
- The Essential Jimi Hendrix – Jimi Hendrix
- Western Culture – Henry Cow
- Équinoxe – Jean-Michel Jarre
- Ace Frehley – KISS
- Double Platinum – KISS
- Gene Simmons – KISS
- Paul Stanley – KISS
- Peter Criss – KISS
- Die Mensch-Maschine – Kraftwerk
- Incantations – Mike Oldfield
- Public Image – Public Image Ltd
- Jazz – Queen
- Long Live Rock ’n’ Roll – Rainbow
- Some Girls – The Rolling Stones
- Hemispheres – Rush
- Easter – Patti Smith
- Black and White – The Stranglers
- The Cecil Taylor Unit – Cecil Taylor
- Live and Dangerous – Thin Lizzy
- Toto – Toto
- Van Halen – Van Halen
- Who Are You – The Who
- Comes a Time – Neil Young
- Studio Tan – Frank Zappa
- Once in a While – Dean Martin
- Where You’re Concerned – Perry Como

## Muzyka poważna
- Powstaje Brass Quintet  Lukasa Fossa
- Powstaje „Then the Rocks on the Mountain Began to Shout” – Charles Ives Lukasa Fossa
- Powstaje Thirteen Ways of Looking at a Blackbird Lukasa Fossa

## Opera
- Krzysztof Penderecki – Raj utracony (libretto Christopher Fry)

## Musicale
- Evita (muzyka: Andrew Lloyd Webber tekst: Tim Rice) – 21 czerwca premiera na West Endzie, 2900 wystawień.

## Film muzyczny
- Grease wyk. John Travolta, Olivia Newton-John

## Nagrody
- Konkurs Piosenki Eurowizji 1978
  - „A-Ba-Ni-Bi”, Jizhar Kohen & Alphabeta